# Franz Thiele
Franz Thiele (9. března 1868 Frýdlant  – 23. května 1945 Praha), byl český malíř a vysokoškolský pedagog.

## Život
František Josef Thiele se narodil ve Frýdlantu v rodině Franze Thieleho měšťana a tkalce. Po absolvování základního vzdělání odjel v roce 1883 do Vídně, kde jako stipendista hrabat z Clam-Gallasů studoval na Uměleckoprůmyslové škole. V letech 1884-1892 pokračoval ve studiu na vídeňské malířské akademii u profesorů Augusta Eisenmengera, Franze Rumplera a Christiana Griepenkerla. V roce 1892 obdržel státní římské stipendium a strávil rok v Itálii. Od roku 1894 působil ve Vídni. František Thiele podnikl mnoho cest po Španělsku, Francii, byl až v Tunisu a dále v Belgii, Nizozemsku a Německu. Od roku 1896 byl členem vídeňského "Künstlerhausu" a byl rovněž členem a zakladatelem "Hagenbundu". 
V roce 1902 byl jmenován mimořádným a v roce 1905 řádným profesorem na Akademii výtvarných umění v Praze. Do roku 1939 zde vedl tzv. německou malířskou školu. Před rokem 1914 se účastnil výstav spolku "Deutschböhmischer Künstlerbund". Od roku 1916 do roku 1917 působil jako dobrovolník a sloužil jako válečný umělec na mnoha frontách první světové války. 
V únoru roku 1909 se oženil s vdovou Marií Starou. Po její smrti se v prosinci roku 1927 oženil podruhé a za ženu si vzal malířku Inge rozenou Peschke (1903–1993).
Byl členem Metznerbundu, se kterým několikrát vystavoval. V roce 1934 proběhla v Praze jeho souborná výstava. Franz Thiele maloval hlavně historické obrazy, krajiny i portréty, ale byl také znamenitým sochařem. Po roce 1938 odešel Thiele na odpočinek. Po anexi území Československa v roce 1938 vytvořil propagační obraz znázorňující Hitlera před jásajícím davem. Po válce byl poslán do zadržovacího střediska, kde 23. května 1945 zemřel.

## Žáci
Z jeho ateliéru vyšlo celkem 95 absolventů, například Alfréd Justitz, Otakar Kubín, Vilém Nowak, Max Horb, Emil Artur Longen, Václav Špála, Elvíra Elbogenová, Kurt Halleger, Max Oppenheimer, Svatopluk Máchal, Rudolf Sokol, Karel Schicht, Otto Weinert, Karel Schönborn, Max Struppe, Angela Adler nebo Leo Balzarek.

## Ocenění
- 1886 Zlatá medaile a cena Akademie výtvarných umění ve Vídni[7]
- 1889 Zvláštní ocenění akademie za historické malířství[8]
- 1892 Státní cestovní stipendium[9]
- 1898 Medaile Arcivévody Karla Ludvíka a malá zlatá Státní medaile
- 1906 Rytířský kříž Řádu Františka Josefa [10]
- 1906 Řád železné koruny III. třídy [11]
- 1906 Rytíř ruského řádu Sv. Anny III. třídy
- 1918 Udělen titul Dvorní rada[12]

## Galerie

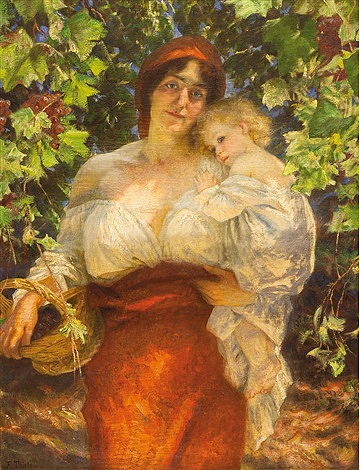
Franz Thiele – Žena a dítě (před 1945)
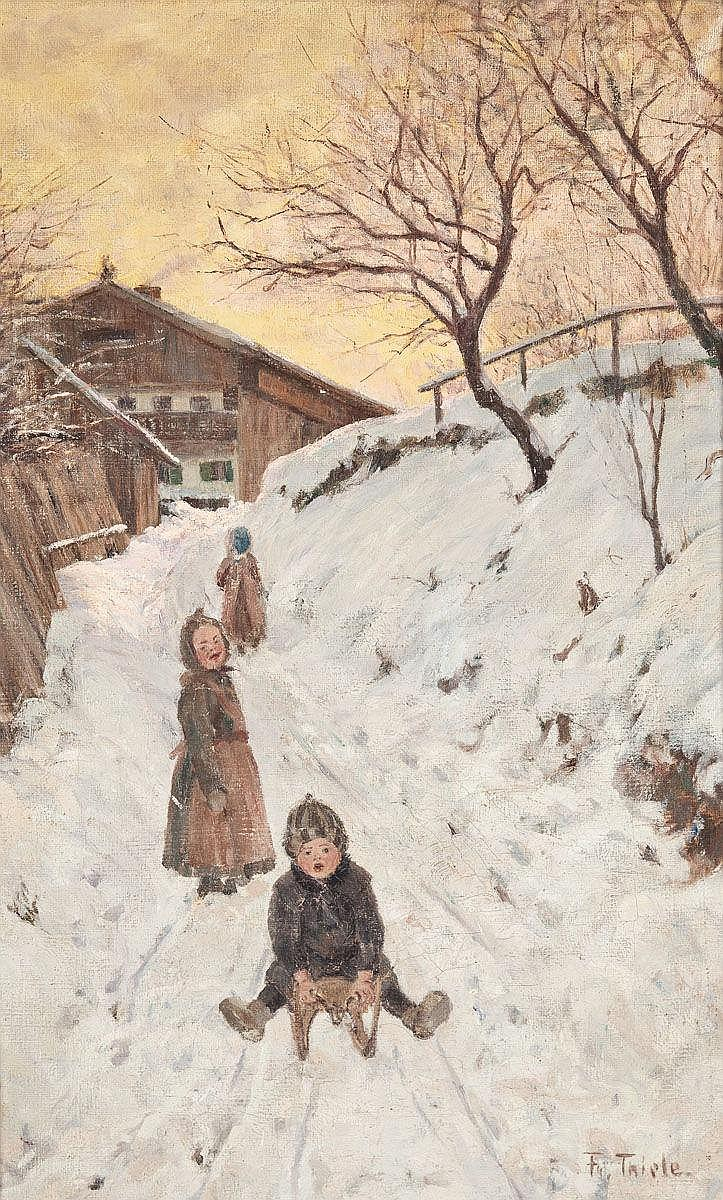
Franz Thiele – Jízda na sáňkách (před 1945)
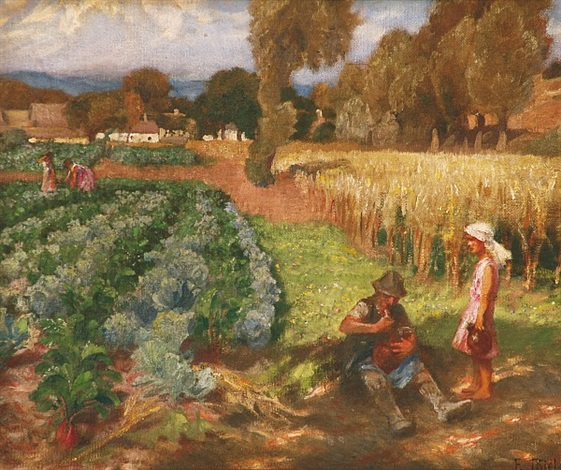
Franz Thiele – Letní den (před 1945)
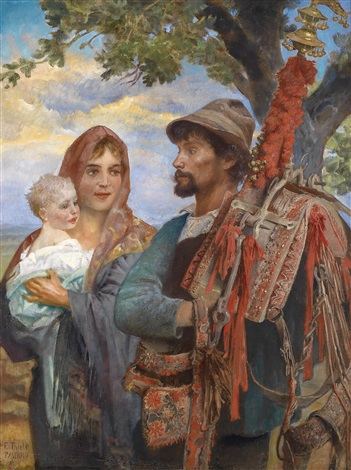
Franz Thiele - Jihoitalská rodina
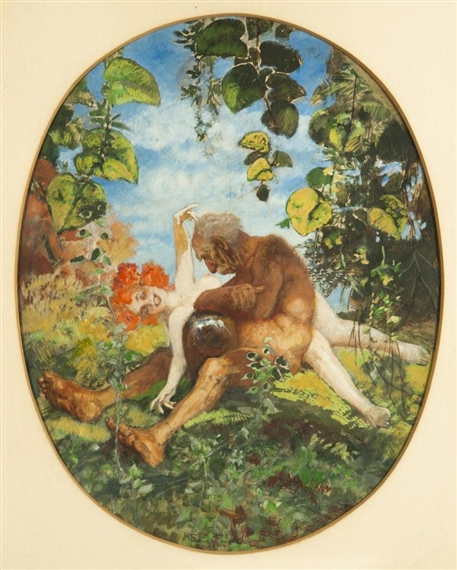
Franz Thiele – Nerovný pár
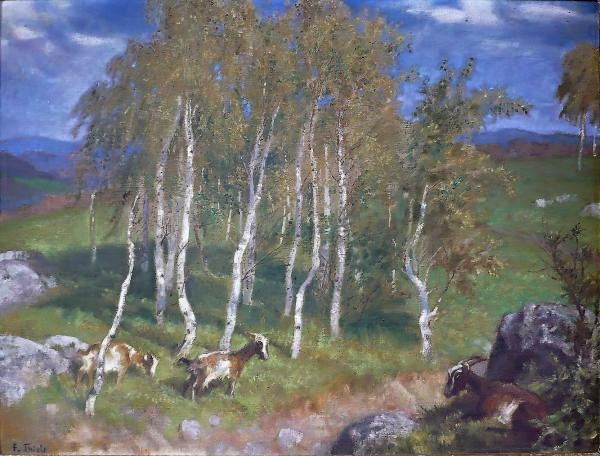
Franz Thiele – Kozy v břízkách
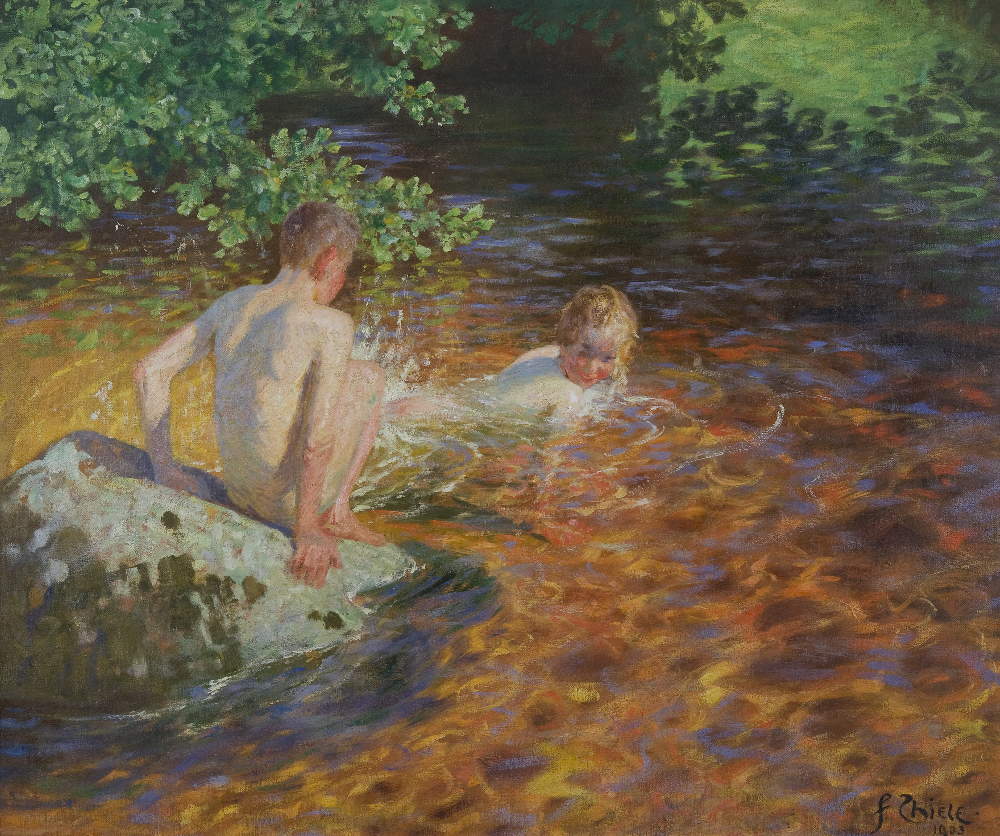
Franz Thiele - Koupající se děti (1903)